# NGC 4639
NGC 4639 (другие обозначения — UGC 7884, IRAS12403+1331, MCG 2-32-189, ZWG 71.8, ZWG 70.230, VCC 1943, PGC 42741) — спиральная галактика с перемычкой в созвездии Дева.
Этот объект входит в число перечисленных в оригинальной редакции «Нового общего каталога».

## Особенности
Одна из наиболее слабых сейфертовских галактик; её светимость на 1—3 порядка величины меньше, чем светимость большинства сейфертовских галактик. Компактный центральный источник (активное ядро галактики) излучает в рентгеновском диапазоне 2—10 кэВ с интенсивностью ~8,3·1040 эрг/с и демонстрирует переменность с временной шкалой от месяцев до лет; имеются также указания на более быструю переменность с характерным временем ~104 с.
В 1990 году в галактике обнаружена сверхновая типа Ia, получившая обозначение SN 1990N.